# Triaenodes demoulini
Triaenodes demoulini är en nattsländeart som beskrevs av Jacquemart 1967. Triaenodes demoulini ingår i släktet Triaenodes och familjen långhornssländor. Inga underarter finns listade i Catalogue of Life.